# Gianni Vernetti
Gianni Vernetti, née le 27 novembre 1960 à Turin, est un journaliste et homme politique italien.
Il est élu député en 2001 et 2008 et sénateur en 2006.
Il est marié avec Laura De Donato, journaliste. Ils ont quatre enfants.

## Biographie
Il est élu pour la première fois en 2001 à la Chambre des députés sur les listes Ulivo . Il a été leader du groupe Margherita au sein de la Commission des activités productives de la Chambre des députés, promouvant diverses initiatives législatives concernant les énergies renouvelables. Il a été membre de la direction nationale de la Démocratie et Liberté-La Margherita et responsable d'abord du département de l'Énergie, puis du département des Relations internationales du parti.

### Sénateur de L'Ulivo (2006-2008) et sous-secrétaire aux Affaires étrangères
En 2006, il a été élu au Sénat de la République  et est devenu sous-secrétaire aux Affaires étrangères (2006-2008) du deuxieme gouvernement de Romano Prodi. Durant son mandat à la Farnesina, il était responsable des relations bilatérales entre l'Italie et les pays de l'Asie et du Pacifique ainsi que des Droits de l'Homme. Vernetti a promu la première conférence Italie-Asie centrale en septembre 2007 et a promu de nombreux projets de coopération économique, scientifique et universitaire avec l'Inde, la Chine, la Corée, le Vietnam, le Sri Lanka et le Pakistan. Au cours de son mandat, L'Italie a entamé un dialogue avec le Forum des îles du Pacifique. Vernetti a également représenté l'Italie au Conseil des droits de l'homme des Nations unies et à l'Assemblée générale des Nations unies. Il a coordonné la campagne italienne pour le moratoire universel sur la peine de mort, coordonnant également l'action de recherche de consensus aux Nations unies qui a conduit à l'approbation de la résolution en décembre 2007.

### Député PD  (2008-2013)
En 2008, il a été élu pour un troisième mandat à la Chambre des députés sur la liste du Parti démocrate. Il est membre de la Commission des Affaires étrangères de la Chambre des députés et de la délégation italienne à l'Assemblée parlementaire de l'OTAN.
Gianni Vernetti était directeur des Affaires étrangères du Parti Démocrate européen et coordinateur de l'Alliance des Démocrates. Depuis 2008, il est coprésident du groupe italien de l'Internationale libérale. En 2008, il a fondé l'Intergroupe parlementaire Italie-Tibet dont il est président et a également été vice-président de l'Association parlementaire Italie-Israël. La même année, il s'est prononcé en faveur d'empêcher le président iranien Ahmadinejad de se rendre au sommet de la FAO à Rome, car il était considéré comme persona non grata.

### Chroniqueur et écrivain (2013- ...)
Vernetti a décidé de ne pas se présenter aux élections politiques de février 2013 et en mai 2013, il a rejoint le Parti démocrate. Il s'est déclaré favorable à une intervention internationale dans la guerre civile syrienne, même en l'absence d'un mandat de l'ONU.
Il se consacre au secteur des énergies renouvelables et fonde fin 2015 Gea Solar  , une entreprise de développement et de construction de systèmes d'énergie solaire dans divers pays d'Asie, d'Afrique et d'Amérique latine, dont il est président et directeur général.
Depuis janvier 2018, il est chroniqueur à La Stampa où il écrit pendant trois ans divers éditoriaux et articles de fond sur la politique étrangère, la géopolitique et les droits de l'homme. Il collabore également sur les mêmes sujets avec le journal en ligne Huffington Post.
À partir de mai 2020, il devient chroniqueur à La Repubblica  où il écrit de nombreux éditoriaux, reportages et interviews décrivant les principales crises mondiales, l'affrontement croissant entre démocraties et régimes autoritaires, les nouvelles menaces pour la sécurité internationale, les défis auxquels est confronté l'Occident. régimes de Russie et de Chine.
Depuis janvier 2021, il est président d'AccessiWay, une entreprise leader en Italie et en Europe dans le domaine de l'accessibilité numérique.
En mars 2022, il publie le volume Dissidenti pour Rizzoli  dans lequel il analyse la confrontation croissante entre démocraties et autocraties, accompagnant le lecteur dans un voyage à travers les montagnes du Kurdistan, où les combattants kurdes ont vaincu les milices jihadistes de l'Etat islamique ; sur les pentes de l'Himalaya, où une poignée de moines courageux ont sauvé la culture tibétaine millénaire ; dans la petite et combative Lituanie, qui a connu tous les totalitarismes du XXe siècle et accueille aujourd'hui des dissidents venus de Russie et de Biélorussie ; sur l’île de Taiwan, qui résiste à l’autoritarisme chinois.
Il milite activement pour la défense des pays menacés par les autocraties de la Russie, de la Chine et de l'Iran, en promouvant diverses initiatives publiques en faveur de la guerre de libération de l'Ukraine, de la défense de la démocratique Taïwan et du soutien à Israël menacé par l'Iran, Hamas,Hezbollah et Houthis. Il fait partie des promoteurs de l'Associazione 7 ottobre, fondée en Italie pour lutter contre toutes les nouvelles formes d'antisémitisme.